# Gladiolus palustris
Il gladiolo palustre (Gladiolus palustris Gaud., 1828) è una pianta erbacea della famiglia delle Iridaceae diffusa in Europa.

## Descrizione
È una pianta perenne con bulbo sferico. Il fusto è eretto, glabro. L'infiorescenza è a spiga e il fiore ha un perigonio purpureo.

## Distribuzione e habitat
La specie è presente in Albania, Austria, Bosnia ed Erzegovina, Bulgaria, Croazia, Repubblica Ceca, Francia, Germania, Grecia, Italia, Liechtenstein, Polonia, Romania, Serbia, Slovacchia, Slovenia, Svizzera e Ungheria.
Vive in ambienti calcarei, umidi, ricchi di humus.